# Ezra Pound
Ezra Weston Loomis Pound (30. října 1885 Hailey, Idaho – 1. listopadu 1972 Benátky) byl americký básník, esejista, překladatel a literární teoretik.
Jeho současníci (například Thomas Stearns Eliot, Hilda Doolittle, D. H. Lawrence, Ernest Hemingway, James Joyce) jej považovali za „pravděpodobně nejlepšího básníka své generace“ (např. T. S. Eliot v dedikaci Pusté země). Je považován za významného modernistu, za zakladatele imagismu a vorticismu. Zajímal se o klasickou poezii, starší románskou a okcitánskou literaturu.
Svými překlady a revizí děl Ernesta Fenollosy podnítil zájem o čínskou poezii v západním světě. Většinu života prožil v Evropě, v Paříži a v Londýně, nejvíce pak v Itálii. V průběhu druhé světové války podporoval Mussoliniho režim a v Radio Roma propagoval fašismus. Při osvobozování Itálie byl zajat, převezen do Spojených států amerických a následně souzen. Byl umístěn do psychiatrické léčebny, kde strávil dvanáct let. Po propuštění odjel do Itálie, kde žil až do své smrti.

## Básnické dílo

### Rané básně
Již první zveřejněné básně fascinovaly obtížnou krásou jazyka, snahou o dokonalost formy. Z básnických sbírek tohoto období jsou nejvýznamnější:
- A Lume Spento
- Personae
- Exultations
- Provenza

Posléze se věnoval překladům z čínštiny, zejména překladům Li Po. Básnická sbírka Cathay obsahuje překlady Li Po (japonsky Rihaku), které významnou měrou přispěly k popularizaci čínské poezie v západním světě. Tyto básně měly vliv na jeho vlastní tvorbu. V Londýně a Pařiži pak přispíval do literárních časopisů, pro které objevil T.S. Eliota a Jamese Joyce. Vzniklo hnutí imagistů, kteří se snažili o dodržování následujících zásad, které Ezra Pound definoval:
- Nepoužívat jiná slova nežli nezbytně nutná (vynechat slovní vatu).
- Používat obrazy – tedy emoční a významové finty, které čtenáři umožní „vhled“.
- Rytmus básní „nemusí být podle metronomu“. Má se používat přirozený tok řeči s přihlédnutím k rytmice v moderní hudbě (klasické, zde nejde o jazz a synkopiku).

### Období do druhé světové války
Ve vrcholném období svých „kratších útvarů“, básní v tradičním lyrickém stylu, byl objevitelem staronových forem (kombinoval klasickou básnickou tradici s novátorstvím). Jeho heslem bylo „Make it New“ – tedy „Udělej to nově“. Mimo tvorby výrazně expresivních básní také editoval Eliotovu Pustou zemi. Nejpopulárnější jeho básní je Hugh Selwyn Mauberley. Báseň má několik částí. V básni popsal osudy fiktivního básníka, jehož snaha byla i jeho ideálem: pozvednout poezii v moderní době nad ostatní umění. V tomto období začal tvořit rozsáhlý epicko-lyrický cyklus Cantos (sto sedmnáct zpěvů Cantos postupně vyšlo v českém překladu Anny Kareninové). Rozsáhlé básně navazovaly na Homéra, Sapfó, Vergilia a na Danta. Šlo o pokus shrnout veškerou evropskou kulturní zkušenost, promísit ji s názory na ekonomiku, vývoj společnosti jako celku, přidat souvislosti s čínskou poezií a historií Spojených států amerických. I vzdělaní lidé obtížně chápou tyto básně, zvláště ty z pozdějšího básníkova období. Ranější zpěvy jsou poměrně čitelné, s nejčastějšími odkazy k Homérově Odyssei, Konfuciově učení a k dějinám Benátské republiky.

### Válka a pobyt v St. Elizabeth Hospital
V průběhu druhé světové války vystupoval v rádiu (Radio Roma), kde kritizoval spojence, zejména pak Spojené státy americké. Naplno také dával vědět o svém antisemitismu. Na konci války byl americkou armádou zatčen a uvězněn v Pise. Zde napsal Pisánskou Cantos, která posléze dostala množství literárních cen. Ve Spojených státech amerických byl pak shledán duševně nemocným a nuceně hospitalizován.
Ukázka z Pisánské Cantos v překladu Jana Zábrany:

CO JSI OPRAVDU MILOVAL, to ti zůstane,

ostatní je drek.

COS OPRAVDU MILOVAL, o to tě nikdo neoloupí,

COS OPRAVDU MILOVAL, je tvoje pravé dědictví.

Čí svět, můj nebo jejich

nebo ničí?

NEJPRVE přišlo to spatřené, TEPRVE POTOM hmatatelné

Elysium, přestože to bylo v sálech pekelných,

CO JSI OPRAVDU MILOVAL, je tvoje pravé dědictví.

V nemocnici psal, setkával se s přáteli. Jedněmi byl zavržen, druhými vášnivě hájen. Jeho básně-epopeje z tohoto období byly stále složitější.

### Po propuštění
Po propuštění se vrátil do Itálie, kde poskytoval rozhovory, pracoval na básních a esejích i na překladech. Ztratil svoji vizi a jistotu toho, že restaurace etiky a kultury starého světa (antika, renesance) by mohla zachránit Evropu. V tomto smyslu poznamenal v jednom rozhovoru, že je „posledním Američanem prožívajícím tragédii Evropy“.

## Esejistika, překlady a kritika
K nejznámějším patří ABC četby (přeloženo Annou Kareninovou), ABC ekonomie, eseje o románské literatuře, trubadúrech, o okcitánštině, o tvorbě peněz a o hudbě. Překládal románskou literaturu, čínské básníky (Li Poa), Konfucia.